# Jia Zongyang
Jia Zongyang, né le 1er mars 1991 à Fushun, est un skieur acrobatique chinois spécialisé dans le saut acrobatique. Ses aptitudes d'ancien gymnaste lui ont permis de se retrouver dans l'élite de sa discipline.
Au cours de sa carrière, il a pris part aux JO de Vancouver 2010 où il a terminé 6e de la finale du saut acrobatique, et a obtenu une première médaille internationale aux Mondiaux 2013, enfin en coupe du monde, il est monté à onze reprises sur un podium pour neuf victoires dont la première a eu lieu le 20 décembre 2009 à Changchun. En 2014, il remporte une médaille de bronze aux Jeux olympiques de Sotchi. Il est médaillé d'argent aux Jeux olympiques d'hiver de 2018.

## Palmarès

### Jeux olympiques d'hiver
| Édition / Discipline | Saut acrobatique |
| Vancouver 2010       | 6e               |
| Sotchi 2014          | Bronze           |
| Pyeongchang 2018     | Argent           |

### Championnats du monde
| Édition / Discipline | Saut acrobatique |
| Voss 2013            | Bronze           |
| Kreischberg 2015     | 6e               |
| Sierra Nevada 2017   | 4e               |

### Coupe du monde
- Meilleur classement général : 5e en 2013.
- 1 petit globe de cristal :
  - Vainqueur du classement  saut acrobatique en  2013.
- 20 podiums en saut acrobatique dont 12 victoires.

#### Détails des victoires
| Édition / Épreuve | Bosses                         |
| 2010              | Changchun Calgary              |
| 2011              | Beida Lake                     |
| 2012              | Deer Valley Lake Placid Moscou |
| 2013              | Changchun Lake Placid          |
| 2018              | Secret Garden Lake Placid      |